# Prnjavor (Oprisavci)
Prnjavor (1948 és 1971 között Prnjavor Slavonski) falu Horvátországban, Bród-Szávamente megyében. Közigazgatásilag Oprisavcihoz tartozik.

## Fekvése
Bród központjától légvonalban 26, közúton 30 km-re keletre, községközpontjától légvonalban 9, közúton 10 km-re délkeletre, Szlavónia középső részén, a Szávamenti-síkságon, Kupina és Novi Grad között fekszik.

## Története
A település 1698-ban „Prenyavor” néven hajdútelepülésként szerepel a török uralom alól felszabadított szlavóniai települések kamarai összeírásában. Ez egyben első írásos említése is. Az egyházi vizitáció jelentése 1730-ban 12 házzal és egy új kápolnával említi. 1746-ban 30 háza és Szent Antal kápolnája volt. 1760-ban a faluban 20 katolikus ház állt, melyekben 25 család élt 141 katolikus lakossal. A katonai igazgatás bevezetése után a bródi határőrezredhez, egyházilag pedig a svilaji plébániához tartozott.
Az első katonai felmérés térképén „Pernjavor” néven található. Lipszky János 1808-ban Budán kiadott repertóriumában „Pernyavor” néven szerepel. Nagy Lajos 1829-ben kiadott művében „Pernyavor” néven 32 házzal, 169 katolikus vallású lakossal találjuk. A katonai közigazgatás megszüntetése után 1871-ben Pozsega vármegyéhez csatolták.
A településnek 1857-ben 242, 1910-ben 315 lakosa volt. Pozsega vármegye Bródi járásának része volt. Az 1910-es népszámlálás adatai szerint lakosságának 89%-a horvát, 11%-a magyar anyanyelvű volt. Az első világháború után 1918-ban az új szerb-horvát-szlovén állam, majd később (1929-ben) Jugoszlávia része lett. 1991-től a független Horvátországhoz tartozik. 1991-ben lakossága horvát nemzetiségű volt. 2011-ben a településnek 232 lakosa volt.

## Lakossága

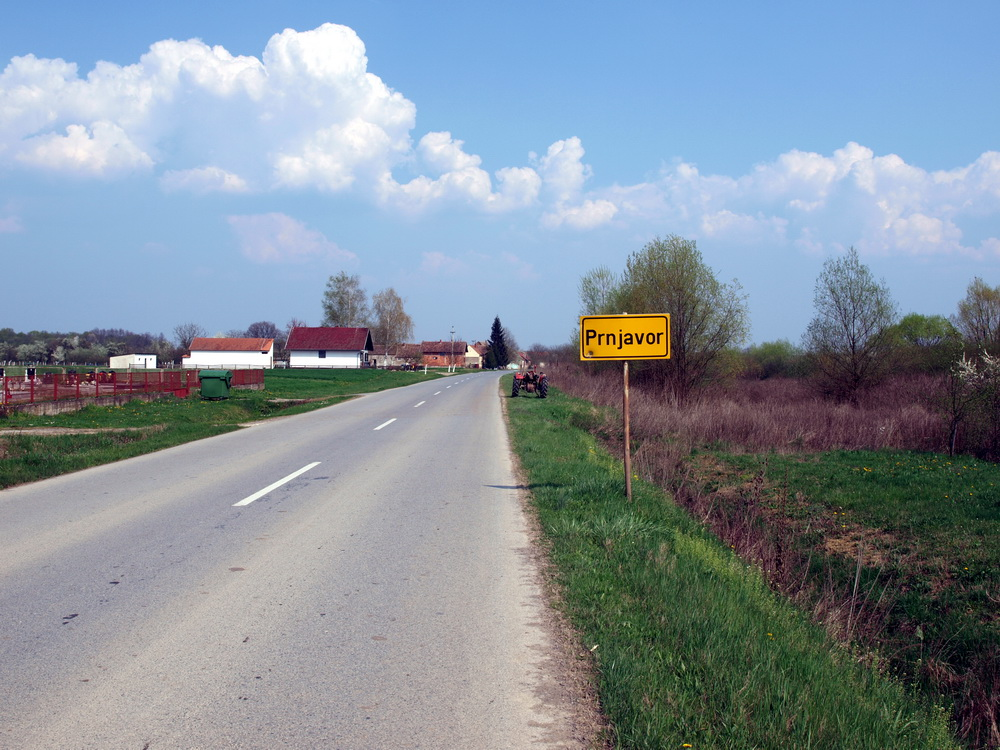
A falu bejárata

| Lakosság változása | Lakosság változása | Lakosság változása | Lakosság változása | Lakosság változása | Lakosság változása | Lakosság változása | Lakosság változása | Lakosság változása | Lakosság változása | Lakosság változása | Lakosság változása | Lakosság változása | Lakosság változása | Lakosság változása | Lakosság változása |
| ------------------ | ------------------ | ------------------ | ------------------ | ------------------ | ------------------ | ------------------ | ------------------ | ------------------ | ------------------ | ------------------ | ------------------ | ------------------ | ------------------ | ------------------ | ------------------ |
| 1857               | 1869               | 1880               | 1890               | 1900               | 1910               | 1921               | 1931               | 1948               | 1953               | 1961               | 1971               | 1981               | 1991               | 2001               | 2011               |
| 242                | 243                | 207                | 262                | 279                | 315                | 301                | 331                | 313                | 321                | 298                | 276                | 253                | 231                | 242                | 232                |

## Nevezetességei
A Nagyboldogasszony tiszteletére szentelt római katolikus temploma a svilaji plébánia filiája.

## Oktatás
A településen az oprisavci Stjepan Radić elemi iskola alsó tagozatos területi iskolája működik.